# Metagaming Concepts
La Metagaming Concepts, successivamente nota semplicemente come Metagaming, è stata una casa editrice statunitense di giochi da tavolo attiva dal 1975 al 1983, fondata e posseduta da Howard Thompson. La società è nota per aver diffuso il formato dei microgame e per aver pubblicato i primi giochi ideati da Steve Jackson, tra cui Ogre, G.E.V. e The Fantasy Trip.

## Storia
Howard fondò la compagnia nel 1975 per poter pubblicare il gioco da lui sviluppato Stellar Conquest, dopo che era stato rifiutato da diverse case editrici.  Nel 1975 iniziò anche a pubblicare la rivista trimestrale The Space Gamer che inizialmente era un house organ dedicato esclusivamente ai prodotti della Metagaming, ma nel giro di pochi anni si espanse a trattare anche giochi di fantascienza pubblicati da altre case editrici.
Thompson e la Metagaming furono tra i pionieri della pubblicazione di piccoli giochi a basso costo, detti microgame e per un certo periodo la Metagaming dominò questa nicchia di mercato. La linea fu inaugurata da Ogre scritto da Steve Jackson nel 1977 e nel corso di cinque anni la Metagaming pubblicò 22 giochi a tema fantasy e di fantascienza nella linea microgame, più altri cinque a tema storico nella linea Historical Microgame
In seguito al successo di Dungeons & Dragons, Thompson decise di entrare nel campo dei giochi di ruolo e incaricò Steve Jackson di realizzarlo. Il primo passo fu la scrittura di due microgame di combattimento tattico uomo contro uomo, Melee (1977) e Wizard (1978). A Jackson occorsero altri due anni per sviluppare completamente il gioco di ruolo che avrebbe dovuto essere pubblicato in una confezione in scatola come The Fantasy Trip Comunque Thompson decise che il costo del gioco pubblicato in scatola sarebbe stato troppo alto e così lo pubblicò invece diviso in quattro libri: In the Labyrinth: Game Masters' Campaign and Adventure Guide (il modulo per il master), Advanced Melee (le regole di combattimento), Advanced Wizard (le regole sulla magia) e Tollkenkar's Lair (un'avventura). Jackson rimase scontento, sia della decisione di dividere il regolamento in più volumi, sia del fatto di non aver pottuto controllare il risultato finale del suo lavoro, così lasciò la Metagaming Concepts per fondare una propria ditta, la Steve Jackson Games. Da parte sua Thompson pensava che il regolamento sviluppato da Jackson fosse eccessivamente complesso e che il regolamento avrebbe dovuto essere più semplice.
Inizialmente la divisione fu amichevole, Jackson comprò la proprietà di The Space Gamer che nei primi due numeri continuò a pubblicare aggiornamenti sui giochi della Metagaming, ma qualche mese dopo la Metagaming fece causa alla Steve Jackson Games in procinto di pubblicare i suoi primi giochi, poiché uno di questi, One-Page Battle of the Bulge, un gioco sull'Offensiva delle Ardenne, era stato proposto a Thompson da Steve Jackson prima che questi lasciasse la Metagaming. Nella causa furono coinvolti anche Ogre e G.E.V. la cui proprietà Jackson riteneva di aver comprato insieme a Space Gamer, comunque dopo un anno fu raggiunto un accordo che lasciava a Steve Jackson la proprietà dei tre giochi.
Nel 1981 la compagnia decise che era stata una cattiva mossa cedere The Space Gamer e lanciò una nuova rivista,  Interplay, che fu pubblicata periodicità bimestrale per complessivi otto numeri da quello di maggio/giugno 1981 fino a quello di settembre/ottobre 1982. Questa nuova rivista era comunque confezionata in maniera molto meno professionale della precedente ed era costituita in gran parte da materiale fornito dai fan.
All'inizio degli anni ottanta la Metagaming stava sentendo sempre di più la concorrenza di altre ditte entrate nel campo dei microgame, spesso con giochi più curati nella realizzazione e nell'aspetto dei propri, comunque produsse ancora alcuni giochi interessanti come Trailblazer (Greg Costikyan, 1981), una simulazione di commercio interstellare, che fu adottato come sistema commerciale alternativo da molti giocatori di Traveller o Helltank (1981) e il suo seguito Helltank Destroyer (1982) destinati a coprire la nicchia di Ogre/G.E.V. di Steve Jackson dopo che questi ne aveva reclamato la proprietà. Starleader: Assault! (1982) fu invece un wargamge di combattimento uomo contro uomo nel futuro, che doveva fare da apripista a un gioco di ruolo di fantascienza, come Melee era stato per The Fantasy Trip. Ma i manuali che avrebbero dovuto seguire, tra cui l'annunciato Starleader: Warships sui combattimenti tra astronavi non furono mai pubblicati.
Nel 1982 cominciarono a comparire i primi segni di problemi, il 1º gennaio 1982 Thompson creò la Games Research Group uno spin-off della Metagaming, tutti i dipendenti furono licenziati e avrebbero collaborato come freelance sulla base dei progetti sviluppati. Il copyright di quest'ultimo compare su diversi prodotti pubblicati dalla Metagaming come per esempio i counter per il microgame Dragons of the Underearth. Nell'estate dello stesso anno la Metagaming trasferì i suoi uffici e per due settimane non fu raggiungibile al telefono, così cominciarono a girare le prime voci di una sua chiusura, smentite però dalla pubblicazione dell'ottavo numero di Interplay.
Comunque nonostante le novità annunciate nell'ultimo numero di Interplay la Metagaming Concepts chiuse ufficialmente nell'aprile 1983 e scomparve dall'hobby del wargame lasciando molte sue proprietà intellettuali nel limbo, eccetto per Stellar Conquest che era stato venduto alla Avalon Hill nel 1982 e per Interplay ceduta alla Genesis Gaming Products. Steve Jackson rinunciò ad acquistare la proprietà di The Fantasy Trip ritenendo troppo elevato il prezzo richiesto da Thompson (250.000 dollari)  e sviluppò piuttosto un nuovo gioco di ruolo, GURPS.

## Pubblicazioni
- Howard Thompson (1975). Stellar Conquest. Da due a quattro giocatori che controllano una società stellare in espansione.
- Howard Thompson (1975) The Ythri. Wargame tratto dal romanzo di fantasciena Il popolo del vento (People of the Wind) di Poul Anderson
- Lynn Willis (1976). Godsfire. Il gioco base è un wargame in cui i giocatori controllano flotte di astronavi e forze di terra in lotta per il controllo di quindici pianeti. La versione avanzata aggiunge elementi di diplomazia, intrigo e politica. Da 2 a quindici giocatori.
- The Fantasy Trip
  - Steve Jackson (1980). Advanced Melee. Espande il sistema di combattimento di Melee
  - Steve Jackson (1982). Advanced Wizard. Espande il sistema di magia di Wizard con incantesimi più potenti, oggetti magici e alchemia.
  - Steve Jackson (1980). In The Labyrinth. Materiale per il master, incluse regole per creare un mondo fantasy e per gestire i giocatori.
  - Steve Jackson (1980). Tollenkar's Lair. Avventura in solitario in un complesso sotterraneo[16].
  - Richard Meyer e Kerry Lloyd (1982). Warrior Lords of Darok (pubblicato come Gamelords). Ambientazione in una terra governata da guerrieri[16].
  - Richard Meyer (1982). Forest Lords of Dihad (pubblicato come Gamelords). Ambientazione[17]
  - Bill Gustafson (1981). Fantasy Master's Codex. Indici del materiale del materiale pubblicato fino a quel momento per The Fantasy Trip[17].
  - (1981). fantasy master's screen . schermo del master[17].
- Microquest

Serie di avventure per The Fantasy Trip pubblicate nel formato microgame
- - Steve Jackson (1978). Death Test. Avventura in solitario per Melee[17]
  - Steve Jackson (1980). Death Test 2. Avventura in solitario[17].
  - Guy W. McLimore, Jr. (1980). Grail Quest. Avventura in solitario, i personaggi sono cavalieri della tavola rotonda alla ricerca del sacro graal[18]
  - Howard Thompson (1980). Treasure of the Silver Dragon Avventura in solitario alla ricerca di un tesoro nascosto[16]. Abbinato al gioco c'era una caccia al tesoro reale con un premio di 10.000 dollari[19]
  - John W. Colbert (1980). Security Station. Avventura in solitario in una terra postapocalittica[16]
  - Howard Thompson (1981). Treasure of Unicorn Gold. Un'altra avventura in solitario alla caccia di un tesoro con abbinata una caccia al tesoro reale[10][17].
  - Mike Monastero (1981). Master of the Amulets. Avventura in solitario o per un gruppo[18].
  - Paul C. Wagner (1982). Orb Quest . Avventura in solitario alla ricerca di un oggetto magico[16]
- Microgames: Serie di wargame di fantascienza o fantasy confezionati in buste di plastica autosigillanti.
  - Steve Jackson (1977). Ogre. Wargame asimmetrico in cui un giocatore controlla un potentissimo carro armatico robotico, mentre l'altro un assortimento di forze convenzionali.
  - Howard Thompson (1977). Chitin: I. Wargame in cui ogni giocatore controlla le forze di una razza insettoide nella lotta per raccogliere più cibo per la propria città-alveare./
  - Steve Jackson (1977). Melee. Scontri tattici tra personaggi, il nucleo di quello che diventerà The Fantasy Trip
  - Howard Thompson (1977). Warpwar. Scontri tra flotte di astronavi
  - Robert Taylor (1977). Rivets. Wargame di combattimenti a livello tattico tra armate di robot.
  - Steve Jackson (1978). Wizard. Il modulo di combattimento magico per The Fantasy Trip.
  - Lynn Willis (1978). Olympica. Raid delle nazioni unite contro una degli invasori alieni su Marte.
  - Steve Jackson (1978). G.E.V.. Espansione di Ogre
  - Keith Gross (1978). Ice War. Scenario di guerra futura in cui gli Stati Uniti devono difendere i campi di petrolio del polo dall'attacco della fittizia Eurasian Socialist Alliance.
  - Robert Taylor (1978). Black Hole. Gioco di combattimento tra astronavi per il controllo di un artefatto alieno.
  - David Ray (1978). Sticks and Stones. Guerra tra tribù rivali nell'età della pietra
  - Keith Gross (1979). Invasion of the Air Eaters. I terrestri devono difendersi da un'invasione aliena che tenta di terraformare la Terra modificando la sua atmosfera.
  - Lynn Willis (1979). Holy War.
  - W.G. Armintrout (1979) One World / James E. Tucker (1979) Annihilator. Coppia di giochi nella stessa confezione. Nel primo un dio deve affrontare i suoi figli che vogliono usurparne il potere, nel secondo l'umanità si oppone a una enorme macchin che distrugge i pianeti.
  - W.G. Armintrout (1979). Hot Spot. Lotta per il controllo del nucleo incandescente di un pianeta.
  - Glenn Williams (1980). Artifact. Stati Uniti e Russia lottano per il possesso di un artefatto alieno sulla superficie lunare.
  - Fred Askew (1980). Dimension Demons. Una città del futuro deve difensersi da un'invasione di demoni.
  - Keith Gross (1981). Lords of the Underearth. Nani e orchi in lotta in un labirinto sotterraneo. Comprende note di conversione a The Fantasy Trip[18]
  - Phillip S. Kosnett (1981). Helltank. Combattimenti terrestri nel XXI secolo.
  - Greg Costikyan (1981). Trailblazer. Gioco di commercio interstellare.
  - Howard Thompson (1982). Starleader: Assault!. Gioco di combattimento uomo contro uomo nel futuro.
  - Philip S. Kosnett (1982). Helltank Destroyer. Espansione di Helltank.
- Microhistory: wargame di ambientazioni storica
  - Roger Damon (1978). Rommel's Panzers. La campagna del Nordafrica nella seconda guerra mondiale.
  - Colin Keizer (1980). Ram Speed. Battaglie navali nell'età del bronzo
  - Roger Damon (1980). Stalin's Tanks. Battaglie tra forze corazzate in Russia, compatibile con Rommel's Panzers
  - Kevin Hendryx (1980). Fury of the Norsemen. Raid vichinghi nel X secolo.
  - Michael Barnhart (1982). Fire When Ready. Combattimenti navali alla vigilia dell'introduzione delle corazzate.
- Metagames 
  - Keith Gross (1981). Air Eaters Strike Back. Simulazione dell'invasione del sistema solare da parte di una razza aliena, seguito di Invasion of the Air Eaters
  - Keith Gross (1981). Dragons of the Underearth
- Metahistory
  - Keith Gross (1981). Hitler's War. Simulazione a livello tattico della seconda guerra mondiale in Europa.
  - G. Arthur Rahman (1981). Trojan War. Simulazione dell'assedio di Troia
  - Glenn Preston e Joe Gibson (1981). Command at Sea. Battaglie navali nella seconda guerra mondiale.
- Altri
  - Ken St. Andre (1976). Monsters! Monsters!. Gioco di ruolo